# Super Show 3
Super Show 3 - The 3rd Asia Tour es la tercera gira de conciertos por Asia de la boyband de Corea del Sur Super Junior para apoyar su cuarto álbum de estudio, Bonamana. La gira comenzó con dos conciertos en Seúl en agosto de 2010 y continuó en China, Taiwán, Japón y otros países asiáticos, con un total de 20 conciertos en 13 ciudades.

## Concierto
La tercera gira Asiática tuvo una gran demanda en cada una de las ciudades que se presentaron vendiendo en promedio 13.500 Tickets por concierto, debido a este furor que presentaron las fanes se pudo reconocer a Super junior como el Mayor exponente de K-pop para agotar conciertos en Asia en el 2010 y parte de 2011.
- Yokohama

En Yokohama, Japón los más de 28.000 Tickets para los conciertos de los días 18 y 19 se vendieron en tiempo récord de 10 minutos por lo que se puso la fecha adicional del día 20 de febrero de 2011.

## Lista de canciones
| Seúl, Corea del Sur |
| --- |
| - Super Junior Intro - "Sorry, Sorry" (Remix ver.) - "Super Girl" (Remix ver.) - "Don't Don" (Remix ver.) First video interlude - "No Other" - First MENT - "Confession" - "Good Person" - "Rokuko" – Super Junior-T Second video interlude - "One Fine Spring Day" – Ryeowook - "I lived in your side for a moment" – Kyuhyun - "If U leave" – Sungmin - "Looking for the day" – Siwon - "I Wanna Love You" – Eunhyuk, Donghae - "The way that idol's breaking with her" – Heechul (ft. Krystal Jung from f(x)) - "Champion" – Shindong Third video interlude - "KNOCK, KNOCK, KNOCK" – Leeteuk, Heechul, Shindong, Eunhyuk, Donghae, Sungmin - "You&I - "Song For You" Fourth video interlude - "Shake it up" (Remix ver.) - "Twins" (Remix ver.) Fifth video interlude - "Hate U, Love U" - "In my dream" – Super Junior-K.R.Y(ft. Sungmin and Donghae) - "Rinaldo" – (ft. Kang-in) Sixth video interlude - "All My Heart" - "It Has To Be You" – Yesung Seventh video interlude - "Bonamana" - "A Man in Love" - "U" (Rock ver.) - "Dancing Out" (Rock ver.) Eighth video interlude - "Cooking Cooking" - "Way For Love" - Second MENT - "You Are The One" - "Wonder Boy" - Third MENT Unknown - "Down" – Eunhyuk - "Baby" – Henry Lau (Solo Singapore) |

## Fechas
| Fecha                   | Ciudad       | País          | Lugar                                   | Entradas vendidas | Recaudación |
| ----------------------- | ------------ | ------------- | --------------------------------------- | ----------------- | ----------- |
| Asia                    |              |               |                                         |                   |             |
| 15 de agosto de 2010    | Seúl         | Corea del Sur | Olympic Gymnastics Arena                | 27 586            | $2 689 210  |
| 16 de agosto de 2010    | Seúl         | Corea del Sur | Olympic Gymnastics Arena                | 27 586            | $2 689 210  |
| 28 de agosto de 2010    | Qingdao      | China         | Guoxin Gymnasium                        | 12 315            | $1 275 596  |
| 23 de octubre de 2010   | Pekín        | China         | Capital Indoor Stadium                  | 14 508            | $1 614 308  |
| 13 de noviembre de 2010 | Nanjing      | China         | Nanjing Olympic Sports Center Gymnasium | 13 074            | $1 390 435  |
| 25 de diciembre de 2010 | Cantón       | China         | Estadio Yuexiushan                      | 22 603            | $2 269 182  |
| 15 de enero de 2011     | Bangkok      | Tailandia     | Impact Arena                            | 30 852            | $3 346 236  |
| 16 de enero de 2011     | Bangkok      | Tailandia     | Impact Arena                            | 30 852            | $3 346 236  |
| 29 de enero de 2011     | Singapur     | Singapur      | Singapore Indoor Stadium                | 22 290            | $3 458 082  |
| 30 de enero de 2011     | Singapur     | Singapur      | Singapore Indoor Stadium                | 22 290            | $3 458 082  |
| 18 de febrero de 2011   | Yokohama     | Japón         | Yokohama Arena                          | 43 680            | $5 571 342  |
| 19 de febrero de 2011   | Yokohama     | Japón         | Yokohama Arena                          | 43 680            | $5 571 342  |
| 20 de febrero de 2011   | Yokohama     | Japón         | Yokohama Arena                          | 43 680            | $5 571 342  |
| 26 de febrero de 2011   | Manila       | Filipinas     | Coliseo Smart Araneta                   | 12 986            | $1 512 908  |
| 5 de marzo de 2011      | Shanghái     | China         | Mercedez-Benz Arena                     | 13 197            | $1 432 275  |
| 11 de marzo de 2011     | Taipéi       | Taiwán        | Taipei Arena                            | 34 524            | $3 947 090  |
| 12 de marzo de 2011     | Taipéi       | Taiwán        | Taipei Arena                            | 34 524            | $3 947 090  |
| 13 de marzo de 2011     | Taipéi       | Taiwán        | Taipei Arena                            | 34 524            | $3 947 090  |
| 19 de marzo de 2011     | Kuala lumpur | Malasia       | Putra Indoor Stadium                    | 11 980            | $1 271 194  |
| 7 de mayo de 2011       | Bình Dương   | Vietnam       | Estadio Gò Đậu                          | 10 513            | $ 926 946   |
| TOTAL                   | TOTAL        | TOTAL         | TOTAL                                   | 270 108           | $30 704 804 |

## Personal
Organizador: SM Entertainment
Promotor: Dream Maker Entercom